# Agrarsoziologie
Die Agrarsoziologie (in erweiterter Bedeutung Land- und Agrarsoziologie) ist Teildisziplin der Soziologie und der Agrarwissenschaft. Sie war ursprünglich mit der Untersuchung der besonderen Bedeutung von agrarischer Produktion, bäuerlicher Familie und dörflicher Lebensweise in der Industriegesellschaft befasst, wobei implizit davon ausgegangen wurde, dass eine ländliche Gesellschaft auch im Industriezeitalter fortbesteht. Das aktuelle wissenschaftliche Interesse richtet sich einerseits auf prosperierende Gebiete im Umkreis von Agglomerationen und andererseits auf entlegene Regionen, die in Gefahr sind, von der gesellschaftlichen Entwicklung abgekoppelt zu werden.

## Geschichte der Agrar- und Landsoziologie
Der russisch-amerikanische Soziologe Pitirim Sorokin gilt als Begründer der akademischen Disziplin. Er legte 1929 zusammen mit Carle Clark Zimmerman (1897–1983) die grundlegende Schrift Principles of rural-urban sociology vor. In den USA wurden an Colleges und Universitäten Departements für Landsoziologie (rural sociology) eingerichtet. Obschon es in Deutschland einzelne Untersuchungen zum Thema gegeben hatte, wie etwa eine wegweisende Arbeit von Max Weber aus dem Jahr 1892, gab es bis zum Ende des Zweiten Weltkrieges keine separat institutionalisierte Agrarsoziologie. Ansätze zu einer Ökologie des Sozialen wie damals schon in den USA kamen in der Weimarer Republik nicht über Anfangsgründe hinaus.
Während der Zeit des Nationalsozialismus stellten sich viele mit der Agrarsoziologie befasste Wissenschaftler „bereitwilig in den Dienst der Blut- und Bodenideologie“. Erst nach dem Krieg wurden in Deutschland einzelne Lehrstühle für Agrarsoziologie eingerichtet, ausschließlich an agrarwissenschaftlichen Fakultäten. Stets wurde der Disziplin Theorieferne und Politiknähe vorgeworfen, demgegenüber wurde Auftragsforschung und praktische Fragestellungen etwa der Flurbereinigung, der Pendlerproblematik. oder dörfliche Siedlungsentwicklung mit betrieben. Der Agrarhistoriker Wilhelm Abel bezog agrarsoziologische Themen intensiv in seine historischen Arbeiten und Lehre mit ein. Die Verknüpfung mit der Alltagsgeschichte wie auch einer Soziologie der Ernährung bot sich insbesondere aufgrund der Flüchtlingsprobleme und wechselnden Konjunkturlagen in den 1950er und 1960er Jahren an.
In den 1970er Jahren steigerten sich die internen Konflikte. Einige wenige Agrarsoziologen wandten sich allgemeineren und damals auch alternativen Themen wie Nachhaltigkeit, Ökologie oder Mensch-Nutztier-Beziehung zu. Das Hauptforschungsgebiet blieb aber die technische wie gesellschaftliche Modernisierung der Landwirtschaft und die Beschreibung eines speziellen Way of life im ländlichen Raum. Während die Umwelt- und Agrargeschichte zu den produktivsten Disziplinen der Geschichtswissenschaft in den letzten Jahrzehnten gehörte, hatte die Agrarsoziologie im Fach selbst eher eine Nebenrolle und war gleichzeitig bei den landwirtschaftlichen Hochschulen wichtiger Teil des Curriculums. Sie wurde zeitweise getrennt von der sonstigen Soziologie gesehen. Mit der zunehmenden Angleichung der Lebensverhältnisse zwischen Stadt und Land drohte der Landsoziologie ihr Forschungsgegenstand abhandenzukommen. Neue Themen – jenseits der klassischen Stadt-Land und Fortschritt-Rückständigkeit-Dichotomien sind anhand der auch international zunehmenden regionalen Disparitäten zu finden, die ländliche Regionen ganz unterschiedlich betreffen.